# 約翰 (拿騷-威斯巴登-伊德施泰因伯爵)
約翰（德語：Johann von Nassau-Wiesbaden-Idstein，1419年—1480年5月9日），拿騷-威斯巴登-伊德施泰因伯爵，阿道夫二世的長子，1426年至1480年在位。

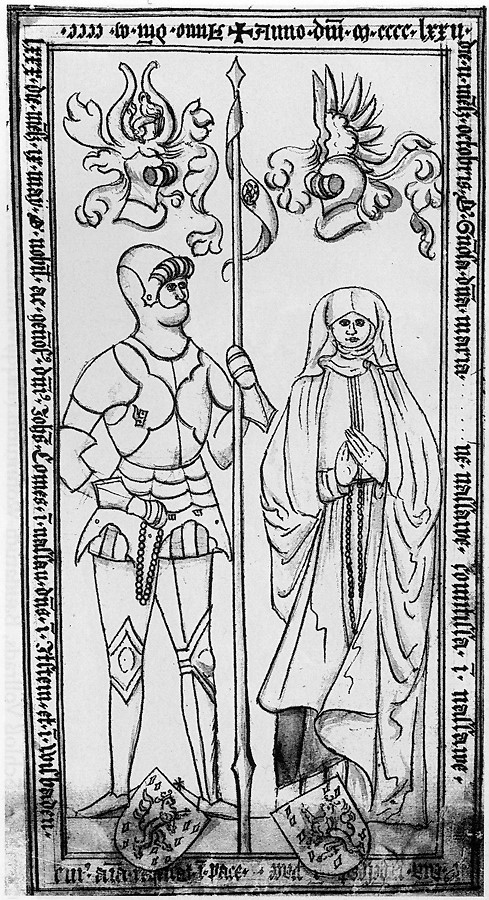
約翰與妻子瑪麗亞

## 家庭
1437年，約翰與拿騷伯爵英格爾貝特一世的女兒瑪麗亞結婚，兩人共有2子2女：
1. 瑪麗亞（1438年—1480年）
2. 阿道夫（1443年—1511年）
3. 菲利普（英语：Philip, Count of Nassau-Idstein）（1450年—1509年）
4. 安娜（？年—1480年）